# Fränkische Muschwitz (Rodach)
Die Fränkische Muschwitz ist ein linker Zufluss der Rodach im thüringischen Saale-Orla-Kreis und im oberfränkischen Landkreis Kronach in Bayern.

## Geographie

### Verlauf
Die Fränkische Muschwitz entspringt auf einer Höhe von 678 m ü. NHN  in einem Wald. Ihre Quelle liegt, wie die der Thüringische Muschwitz an der Wasserscheide zwischen Elbe und Rhein in der Nähe des 726 Meter hohen Kulmbergs bei Schlegel, einem Ortsteil der Gemeinde Rosenthal am Rennsteig im Süden des thüringischen Saale-Orla-Kreises.
Von dort fließt der Bach zunächst in südlicher und dann weitgehend in südwestlicher Richtung fast auf ganzer Länge als Grenzbach zwischen Bayern und Thüringen durch das Naturschutzgebiet Fränkische Muschwitz. Er mündet schließlich östlich des Kernortes der Marktgemeinde Nordhalben und nördlich ihres Ortsteils Heinersberg auf einer Höhe von 508 m ü. NHN in die Rodach.

### Einzugsgebiet
Das Einzugsgebiet der Fränkische Muschwitz wird begrenzt
- im Norden durch die Sormitz, die über die Loquitz, Saale und Elbe in die Nordsee entwässert
- im Nordosten durch den Sieglitzbach, der über die Lemlitz in die Saale entwässert
- im Osten durch die Thüringische Muschwitz, die über die Selbitz ebenfalls in die Saale entwässert
- im Süden durch den Rodachzufluss Ölsnitz
- im Westen durch den Orlabach, ebenfalls ein Zufluss der Rodach
- und im Nordwesten durch den Kirchbach, einem Zufluss der Sormitz

### Zuflüsse
- Lachengrundbach (links), 0,5 km
- Aschengrundbach (links), 0,4 km
- Tiegelsbach (rechts), 1,8 km